# ناحیه سبدو
ناحیه سبدو (به عربی: دائرة سبدو) یک ناحیه در الجزایر است که در استان تلمسان واقع شده‌است.

## خصوصیات
ناحیه سبدو ۵۵٬۰۱۲ نفر جمعیت دارد.